# لئو ایناسیو
لئو ایناسیو (به پرتغالی: Leonardo Inácio Raphael Nunes) هافبک اهل برزیل است که در شهر ریودو ژانیرو و در تاریخ ۱۴ سپتامبر ۱۹۷۶ به دنیا آمده‌است.
لئو ایناسیو در تیم‌های فوتبال فلامینگو سابقهٔ حضور دارد.